# Lotte Goslar

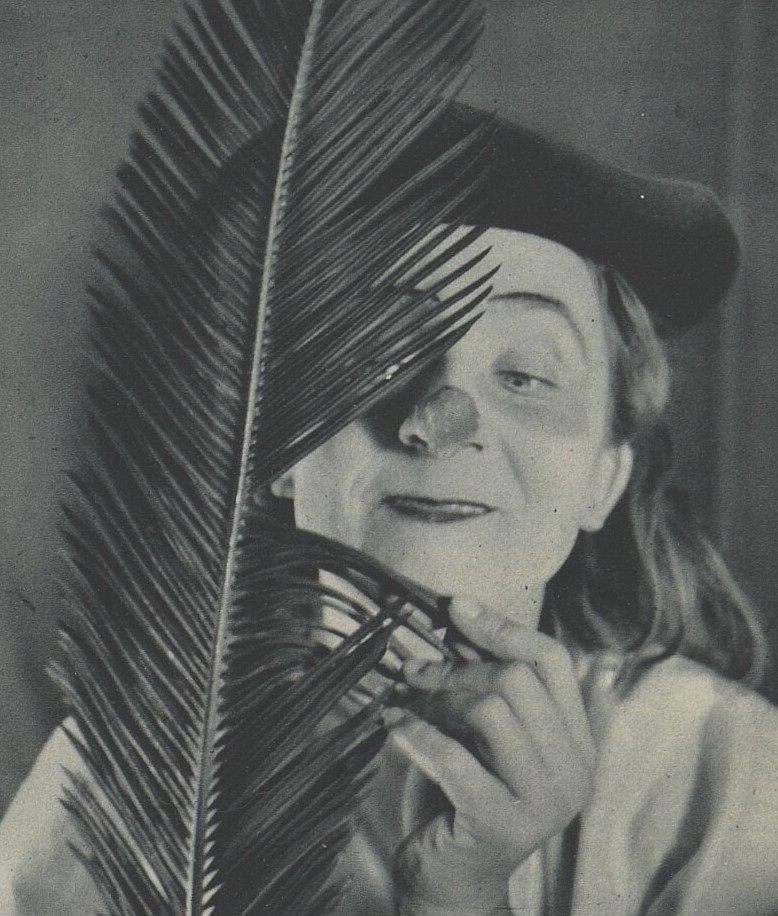
Lotte Goslar, Osvobozené divadlo, Prag 1935

Lotte Goslar (* 27. Februar 1907 in Dresden; † 16. Oktober 1997 in Great Barrington, Massachusetts, USA) war eine deutsch-amerikanische Tänzerin.

## Leben
Sie stammte aus einer Bankiersfamilie und arbeitete schon früh auf eine Karriere als Tänzerin hin. Sie nahm Unterricht bei Mary Wigman und Gret Palucca. Ihr Debüt gab sie in Berlin. Bald entwickelte sie einen eigenen Stil des Ausdruckstanzes. 1933 verließ sie Deutschland und schloss sich Erika Manns Kabarett Die Pfeffermühle an.
Mit dem Kabarett Die Pfeffermühle tourte sie durch Europa und hatte Erfolg am Freien Theater (Osvobozené divadlo) in Prag. Sie reiste mit der Gruppe im Spätherbst 1936 in die USA, um dort Anfang 1937 mit der Peppermill einen (allerdings vergeblichen) Neuanfang zu wagen. Sie blieb dort im Exil aus Abscheu vor den Nationalsozialisten.
Goslar trat in Nachtclubs auf und ging 1943 nach Hollywood, wo sie ihre eigene Truppe gründete, mit der sie viele ausgedehnte Tourneen durch die USA und später auch nach Europa unternahm. Seit Ende der 1970er Jahre trat sie wiederholt in Deutschland auf.
Als Choreografin entwickelte sie eine Mischform aus Tanz und Pantomime. Zu ihren Titeln gehören For Humans Only (1954) und Clowns and Other Fools (1966). Sie arbeitete auch als Tanzlehrerin und unterrichtete unter anderem Marilyn Monroe und Gower Champion. Im Jahr 1987 wirkte Goslar in Rosa von Praunheims Film Dolly, Lotte und Maria mit.
Ihren tanzkünstlerischen Nachlass vermachte sie dem Deutschen Tanzarchiv Köln und der Jerome Robbins Dance Division der New York Public Library.